# 朝鮮一
朝鮮一（韓語：조선일，1974年—）原名亞歷杭德羅·卡歐·德貝諾斯·德萊斯·佩雷斯（西班牙語：Alejandro Cao de Benós de Les y Pérez），通稱亞歷杭德羅·卡歐·德貝諾斯（西班牙語：Alejandro Cao de Benós），生於西班牙塔拉戈納省。現為朝鮮對外文化聯絡委員會特別代表，朝鮮友好協會總裁。
佩雷斯本職工作是一名信息技術顧問。生活在西班牙塔拉戈納和巴塞羅那。自1990年代以来，他即是朝鮮社會的積極倡導者，於2000年創建了朝鮮友好協會網站。他的活動間或為朝鮮中央通訊社所報道，他的朝鮮語名字“朝鮮一”（意為朝鮮半島是一體）得到北朝鮮官方的正式認可。作為致力于對朝友好的使者，他曾獲得了朝鮮最高人民會議和金正日親自的嘉獎。
2016年6月14日，他因涉嫌贩卖武器在塔拉戈纳省被西班牙国民警卫队逮捕。
2022年1月27日起被美國聯邦調查局以向北韓提供加密貨幣及區塊鏈科技為由通緝。

## 外部連結
- Cao de Benós, Alejandro.  (PDF). Bangkok: Papaermate. 2009  [2019-01-30]. （原始内容存档 (PDF)于2016-04-16）.